# 埃爾伍德 (紐約州)
埃爾伍德（英語：Elwood）是位於美國紐約州薩福克縣的普查規定居民點。

## 人口
根據2020年美國人口普查的數據，埃爾伍德的面積為12.38平方千米，皆為陸地。當地共有人口11426人，而人口密度為每平方千米922.94人。